# Ekologické zemědělství v Číně
Ekologické zemědělství v Číně je forma zemědělství založená na ekologických principech uplatňovaná na území Čínské lidové republiky. Ekologické zemědělství v Číně se svou koncepcí liší od ekologického zemědělství uplatňovaného na západě.

## Historie
V Číně byly tradičně preferovány především tradiční zemědělské postupy, ve velké míře ovlivněné taoistickými myšlenkami o přírodní harmonii. Tento přístup se změnil po čínské komunistické revoluci, kdy se Mao Ce-tung pokusil po vzoru SSSR o zavedení „moderního“ zemědělství. V Číně stejně jako v jiných zemích jež se nazývaly Komunistickými nebo Socialistickými byl dáván velký důraz na produkci, přičemž čínský přístup byl také ve velké míře ovlivněn reáliemi převážné převahy rolníků nad dělníky. Čína dále poněkud v rozporu s původním taoistickým přístupem uplatňovala „nový“ přístup vycházející z evropského osvícenství, jenž vnímal přírodu jako zdroj, ze kterého člověk může čerpat. Ke změně nahlížení na problém došlo až dlouho po smrti Mao Ce-tunga, v 90. letech 20. století až 0. letech 21. století, kdy byl vytvořen koncept Čínského ekologického zemědělství.

## Problémy
Podoba ekologického zemědělství v Číně je ovlivněna místními problémy, které mohou spolu souviset a na sebe navazovat. Mezi tyto problémy patří například: přelidnění, urbanizace, znečištění vod, dezertifikace, úbytek vzdělané populace na venkově nebo nedostatek půdy. 

## „Čínské ekologické zemědělství“
Koncept „čínského ekologického zemědělství“ je forma zemědělství, podstatou odlišná od západního „udržitelného zemědělství“, které je založeno na potlačení ekonomického hlediska ve prospěch hlediska ekologického. Západní „udržitelné zemědělství“ je pro Čínskou lidovou republiku nepřijatelné z důvodu potřeby uživení velkého počtu osob a zájmu ekonomického růstu. Proto čínská vláda nahrazuje „udržitelné zemědělství“, komplexní vědou „Čínského ekologického zemědělství“, které oživuje tradiční taoistický přístup založený na přírodní harmonii. Tato forma zemědělství usiluje o fungování agrikultury v rámci přirozeného procesu vztahů mezi organizmy. Typická je pro toto zemědělství například recyklace nebo znovu zužitkování přebytečného materiálů. Vychází se tak z představy přirozené harmonické rovnováhy v přírodě, které je člověk součástí. Celý koncept je založený na holistickém přístupu k řešení problémů, tj. přesvědčení, že problémy nelze řešit samostatně, neboť spolu souvisí. Velkou roli pro tuto formu zemědělství hraje venkov, kde je „čínské ekologické zemědělství“ rozvíjeno. Mezi konkrétní počiny „čínského ekologického zemědělství“ může patřit například shromažďování vody, výsadba stromů, které zabraňují desertifikaci, zhodnocování půdy obdělávání, užívání mírnějších pesticidů nebo zapojení moderní technologie, jakou mohou být například drony.

### Tradiční postupy
Studování tradičních místních postupů je součástí oboru „čínského ekologického zemědělství“. Vychází se z názoru, že místní obyvatelé budou mít sami nejlepší představu o efektivnosti zemědělských postupů. Obecně se však přiznává, že místní zemědělské postupy nemusí být vhodné pro čínskou masovou produkci.

### Problémy se zavedením „Čínského ekologického zemědělství“
Problémy se zaváděním „Čínského ekologického zemědělství“ se týkají především orientace na venkov. Venkov není v Čínské lidové republice rozšířený, chybí tak prostor pro aplikování „Čínského ekologického zemědělství“. Vesnice navíc postrádají vzdělanou pracovní sílu, která se převážně přesouvá do měst. V souvislosti s rozšířením měst a již uskutečněnou devastací krajiny také chybí půda pro zemědělství.